# Stor-Lövtjärnen
Stor-Lövtjärnen är en sjö i Älvdalens kommun i Dalarna och ingår i Dalälvens huvudavrinningsområde. Sjön har en area på 0,156 kvadratkilometer och ligger 424,1 meter över havet. Sjön avvattnas av vattendraget Vasslen.

## Delavrinningsområde
Stor-Lövtjärnen ingår i det delavrinningsområde (678593-138606) som SMHI kallar för Inloppet i Katjistsjön. Medelhöjden är 443 meter över havet och ytan är 12,02 kvadratkilometer. Det finns inga avrinningsområden uppströms utan avrinningsområdet är högsta punkten. Vasslen som avvattnar avrinningsområdet har biflödesordning 5, vilket innebär att vattnet flödar genom totalt 5 vattendrag innan det når havet efter 412 kilometer. Avrinningsområdet består mestadels av skog (76 procent) och sankmarker (11 procent). Avrinningsområdet har 1,16 kvadratkilometer vattenytor vilket ger det en sjöprocent på 9,6 procent.